# Lopster
Lopster è un client p2p multipiattaforma scritto in C che supporta il protocollo OpenNap, evoluzione del protocollo Napster.
A marzo 2014, il progetto sembra essere del tutto abbandonato.

## Panoramica
Lopster è stato sviluppato fin dal 2000, e negli anni immediatamente successivi ha riscosso un discreto successo. Successo arrestatosi però negli ultimi anni, probabilmente in parte a causa del progressivo abbandono degli utenti del protocollo OpenNap ed in parte al lentissimo sviluppo della nuova versione multiprotocollo.
Originariamente scritto per i sistemi Unix-like, è attualmente disponibile anche per Windows 2000/XP e Macintosh.
Lopster è un software libero, disponibile sotto GPL: è gratuito ed il codice sorgente è disponibile e liberamente modificabile.
Rispetto ad altri client compatibili con il protocollo OpenNap (come WinMX e Teknap) questo programma introduce il download multi-sorgente, rendendo più rapidi i trasferimenti dei file molto diffusi.

## Lopster 2
È in fase di sviluppo la nuova versione, Lopster2, che lo renderà un client multiprotocollo.
Sono infatti previsti diversi plugin per reti p2p differenti:
- Plugin OpenNap
- Plugin Soulseek
- Plugin Direct Connect
- Plugin eDonkey2000
- Plugin Gnutella
- Plugin BitTorrent
- Plugin Last.fm

Per ora è possibile scaricare via CVS solo una versione beta di Lopster2, quindi non stabile e consigliata solo ai tester, con i plugin OpenNap, SoulSeek e Direct Connect.

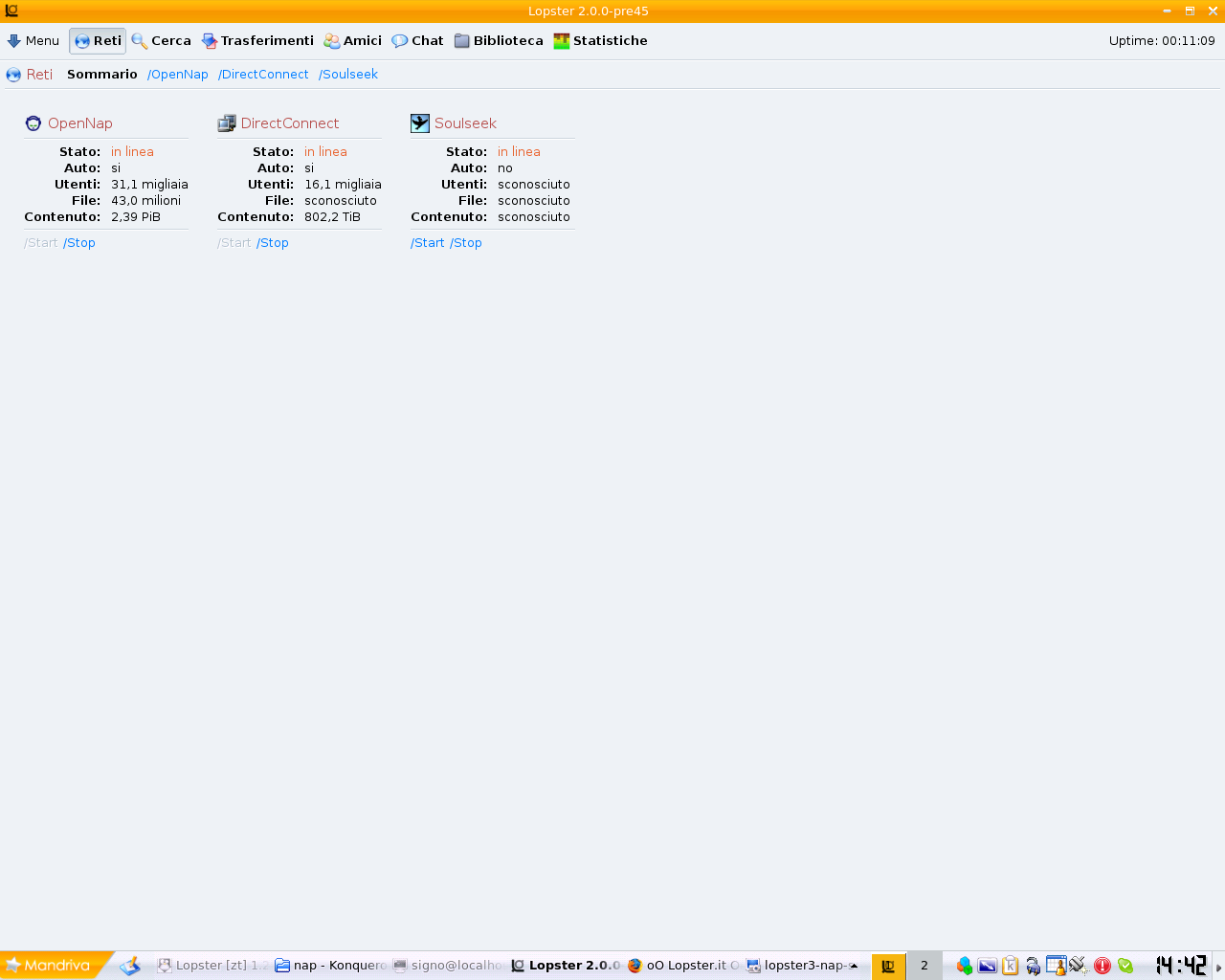
pagina plugin caricati
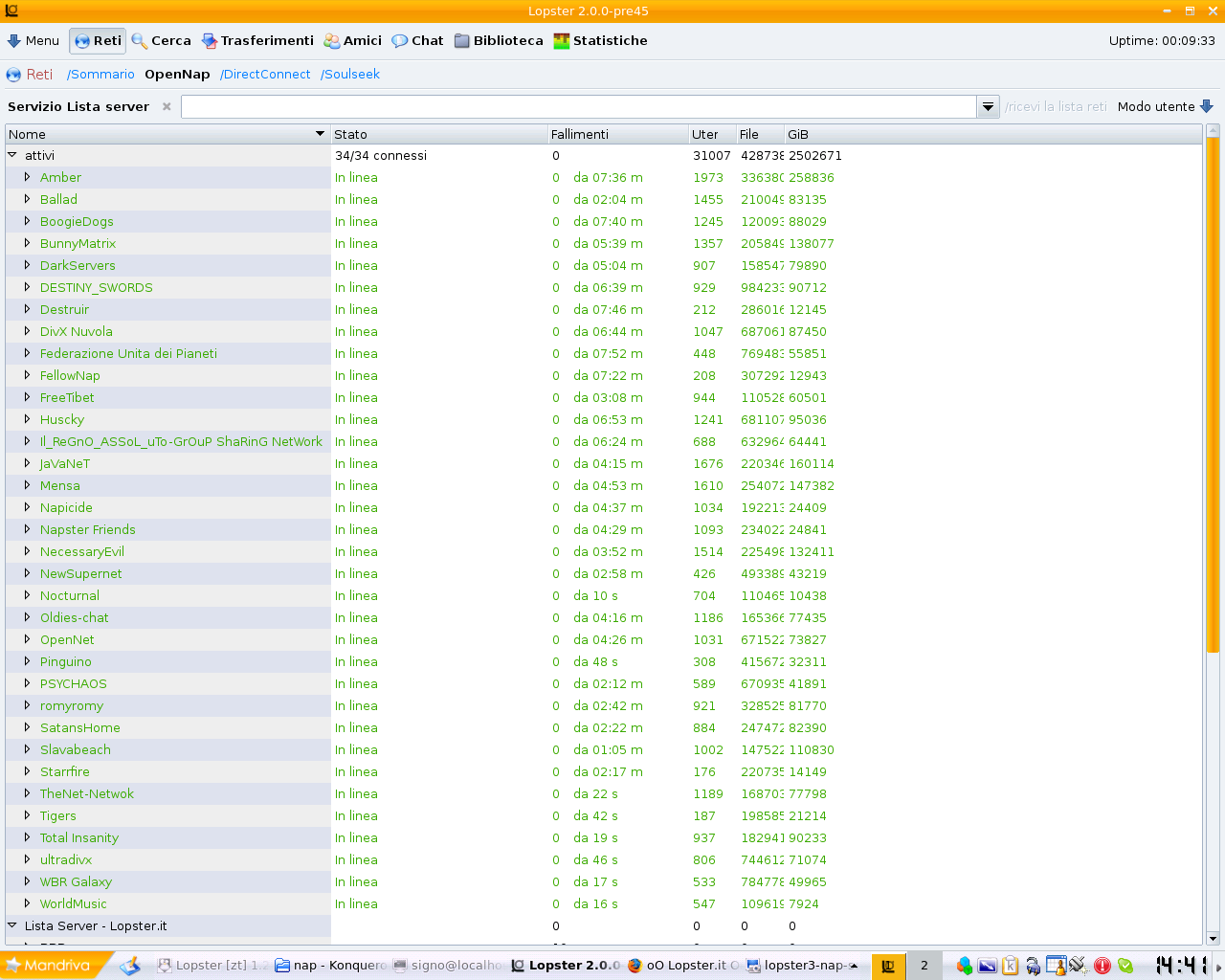
pagina server OpenNap

L'ultima beta disponibile è però stata distribuita più di un anno fa e già dalla fine del 2008 il forum ufficiale non è più raggiungibile, da ciò si potrebbe supporre che il già lento sviluppo di lopster2 si sia definitivamente arrestato.